# Laufer Media, Inc.
Laufer Media es una editorial de revistas de América, centrándose en las revistas para adolescentes.

## Historia
Tiger Beat fue iniciado en 1965 por Charles Laufer, y trajo a estrellas como Donny Osmond a la atención nacional. Laufer comenzó a hacer varias revistas más para adolescentes con la misma fórmula. Estas revistas fueron después vendidas a Sterling's Magazines (renombrado Sterling-Macfadden más tarde). Scott Laufer, junto con tres hermanas, fundó Bop. Bop fue vendida a Primedia en 1998. Al mismo tiempo, Primedia adquirió revistas para adolescentes llamadas terling-Macfadden's teen magazines. Cuando Primedia deseaba salir del mercado de revistas para adolescentes en 2003, Scott Laufer Medios compró Tiger Beat y Bop.